# (29) Amphitrite
Pour les articles homonymes, voir Amphitrite (homonymie).
(29) Amphitrite est l'un des plus gros astéroïdes de type S de la ceinture principale, probablement le troisième en diamètre après Eunomie et Junon, bien qu'Iris et Herculina soient similaires en taille.

## Découverte
Amphitrite a été découvert par l'astronome allemand Albert Marth le 1er mars 1854, à l'observatoire privé de South Villa, dans le Regent's Park à Londres. Ce fut la seule découverte d'astéroïdes de Marth. Son nom a été choisi par George Bishop, le propriétaire de l'observatoire, qui a nommé le corps céleste d'après Amphitrite, la déesse de la mer, épouse de Poséidon dans la mythologie grecque. Comme de nombreux astéroïdes découverts parmi les 30 premiers, Amphitrite s'est vu attribuer un symbole afin de faciliter sa notation abrégée .

## Caractéristiques
L'orbite d'Amphirite est moins excentrique et inclinée que celles de ses grands cousins; en effet, elle est la plus circulaire de tous les astéroïdes découverts jusqu'à récemment (année 2016). Par conséquent, le corps céleste ne devient jamais aussi brillant qu'Iris ou Hébé, en particulier parce qu'il est beaucoup plus éloigné du Soleil que ces astéroïdes. Il peut atteindre des magnitudes de l'ordre de +8,6 lors d'oppositions favorables, mais elle est généralement autour de la limite binoculaire de +9.5.
En 2007, James Baer et Steven R. Chesley ont estimé la masse d'Amphitrite à 1,9  × 1019 kg. Une estimation plus récente de Baer suggère qu'il a une masse de 1,18  × 1019 kg.
On soupçonne l'existence d'un satellite en orbite autour de l'astéroïde, sur la base de données de courbe de lumière recueillies par Edward F. Tedesco. En 1988, une recherche de satellites ou de poussière en orbite autour de cet astéroïde a été réalisée en utilisant le télescope UH88 aux observatoires du Mauna Kea, mais l'effort est resté vain.

## Compléments